# The Frozen Ground
The Frozen Ground (conocida también como Caza al asesino en España y Bajo cero en Hispanoamérica) es una película estadounidense de suspense del año 2013; escrita y dirigida por Scott Walker, la cual constituye su ópera prima. Con Nicolas Cage, John Cusack, Vanessa Hudgens, Katherine LaNasa, Radha Mitchell y 50 Cent en los papeles principales. La cinta está basada en los crímenes del asesino en serie Robert Hansen, y muestra la investigación de un policía estatal de Alaska, para aprehender a Hansen, mediante la asociación con una joven mujer que escapó de las garras de Hansen. 
El filme fue lanzado en muy pocos cines y directamente a sistemas de video bajo demanda el 23 de agosto de 2013, y recibió críticas diversas.

## Argumento
El filme inicia con una escena en el cuarto de un motel en Anchorage en 1983, donde Cindy Paulson (Vanessa Hudgens), de 17 años de edad, se encuentra esposada y gritando por ayuda. Ella es rescatada por un oficial de policía de Anchorage. Él lleva a Paulson al hospital, donde su ropa es retenida para realizarle pruebas para comprobar violación. Luego en la estación de policía, ella explica a los detectives que fue secuestrada y violada. Sin embargo, los detectives no creen en su historia, debido a que ella es prostituta y mintió sobre su edad, rehusando incluso a examinar al hombre a quien ella señalaba como su secuestrador: Robert Hansen (John Cusack), alegando que Hansen eran una persona destacada de la sociedad, un hombre de familia, propietario de un restaurante y quien tenía además coartada con tres personas.
El patrullero que rescató a Paulson se indigna ante la negativa de los detectives de perseguir a Hansen, entonces, subrepticiamente, fotocopia información acerca del caso y la envía a la policía estatal de Alaska. Mientras tanto, el policía estatal Jack Halcombe (Nicolas Cage) había sido llamado a investigar a cerca de una persona muerta de sexo femenino, encontrada entre los arbustos y con su cuerpo parcialmente devorado por osos. La policía estatal había relacionado el caso con el de otras mujeres jóvenes desaparecidas, de las cuales lo último que se había sabido era que irían a lo que se consideraba como legítimas sesiones fotográficas. Con la información secreta por parte del patrullero, Halcombe conecta esos otros casos con el de Paulson y comienza a armar un perfil del asesino. Paulson narra en detalle cómo la mantuvo cautiva y cómo se escapó del automóvil cuando Hansen intentó trasladarla a su avioneta.
Al mismo tiempo en Anchorage, Debbie Peters era recogida por un hombre en una casa rodante, para una sesión fotográfica. Más tarde, Hansen come tranquilamente su cena en casa. Su esposa e hijos están fuera y Hansen se relaja en su cuarto de trofeos mientras ignora a Debbie, quien se encuentra encadenada a un poste; ella se ha orinado en el suelo y, mientras ella limpia el desorden con una toalla, un vecino de Hansen entra en la casa trayendo un plato de comida. Hansen le advierte a Debbie sobre gritar y se va a saludar a su vecino. Luego, Hansen lleva a Debbie al aeropuerto, donde la obliga a abordar su avioneta. Después de aterrizar en un lugar remoto en el monte, Hansen libera a Debbie, dejándola correr llena de pánico a través de los árboles para después dispararle con una Ruger mini-14 calibre .223. Roba de ella un collar antes de rematarla con una pistola.
Halcombe tiene muchas dificultades para armar un caso contra Hansen debido a que la evidencia en su contra es circunstancial y Paulson teme testificar, el fiscal de distrito se niega a emitir una orden de cateo. Paulson regresa a su mundo de streptease y prostitución a pesar de los esfuerzos de Halcombe de mantenerla a salvo. En un club de streptease, mientras intenta vender bailes privados, se da cuenta de la presencia de Hansen, quien intenta pescar una nueva víctima. Sus ojos se encuentran entre la multitud y se inicia una persecución, en la que Paulson apenas logra escapar. El encuentro deja nervioso a Hansen, quien contrata a Carl Galenski para buscar y matar a Paulson. Carl se acerca al ex proxeneta de Paulson, Clate Johnson (50 Cent), y le ofrece perdonar sus cuantiosas deudas a cambio de traer ante él a Paulson.
Halcombe vigila fuera de la casa de Hansen, causando que este entre en pánico. Hansen recoge las evidencias de sus crímenes, incluyendo los trofeos de sus víctimas, y sale huyendo con su hijo hacia el aeropuerto. Vuela su avioneta hacia el monte y esconde ahí sus trofeos. Sintiendo que la oportunidad de atrapar a Hansen se le escapa de las manos y con un conteo de 17 víctimas hasta ese momento, Halcome fuerza al fiscal de distrito a expedir una orden de cateo.  La búsqueda en la casa de Hansen no arroja evidencia, ni siquiera en su cuarto de trofeos. Hansen accede a ser interrogado sin la presencia de un abogado, pero no proporciona ninguna pista adicional. Halcome arresta a Hansen, pero sin nueva evidencia, le será imposible mantenerlo detenido.
Halcombe ordena una segunda búsqueda en la casa de Hansen, en la que aparece una colección oculta de armas que incluían un rifle calibre .223, como el usado en los homicidios del caso. Bajo vigilancia policial y en un lugar seguro, Paulson se escapa para volver a su vida de prostitución. Clate la recoge y la lleva ante Carl. Cuando Clate intenta asaltar a Carl, Paulson escapa, con Carl tras de ella. Después de hacer una llamada a Halcombe, Paulson casi es asesinada por Carl, pero Halcombe logra rescatarla justo a tiempo.
Halcombe porta un brazalete idéntico al que llevaba una de las víctimas, con el fin de engañar a Hansen, haciéndolo pensar que la policía había encontrado nueva evidencia en el monte. El brazelete combinado con Paulson a la vista, siendo interrogada, saca de sus casillas a Hansen al punto de incriminarse.
En el epílogo se afirma que Hansen confesó el asesinato de 17 mujeres y el rapto y violación de otras 30. Él fue sentenciado por el rapto y violación de Cindy Paulson y los asesinatos de Joanna Messina, Sherry Morrow, Paula Goulding y “Eklutna Annie”.  Su sentencia fue de 461 años en prisión más una cadena perpetua sin derecho a libertad condicional. Robert Hansen falleció en 2014 a la edad de 75 años. Sólo 11 de sus víctimas fueron recuperadas.  Jack Halcombe permaneció con la policía estatal de Alaska y fue promovido. Al tiempo en que se lanzó la película se encontraba retirado, en ese mismo tiempo, Cindy Paulson vivía en uno de los 48 estados contiguos de la Unión Americana y estaba casada con tres hijos.
El filme termina con una dedicatoria y las fotografías verdaderas de las víctimas de Hansen.

## Elenco
- Nicolas Cage – Jack Halcombe
- John Cusack – Robert Hansen
- Vanessa Hudgens – Cindy Paulson
- 50 Cent – Proxeneta: Clate Johnson
- Radha Mitchell – Allie Halcombe
- Jodi Lyn O'Keefe – Chelle Ringell
- Dean Norris – Sargento Lyle Haugsven
- Katherine LaNasa – Fran Hansen
- Matt Gerald – Ed Stauber
- Robert Forgit – Sargento Wayne Von Clasen
- Ryan O'Nan – Gregg Baker
- Kurt Fuller – Fiscal de distrito Pat Clives
- Kevin Dunn – Teniente Bob Jent
- Mark Smith – Head of Security
- Gia Mantegna – Debbie Peters
- Michael McGrady – Vice Det. John Gentile
- Brad William Henke – Carl Galenski
- Bostin Christopher – Al
- Taylor Tracy – Sandy Halcombe
- Ron Holmstrom – Abogado Mike Rule
- Jill Bess - Janet

## Producción
La película se rodó en 26 días, enteramente en Alaska. El director y guionista Scott Walker retrasó la filmación por cinco meses para poder grabar el filme en los últimos días de otoño y los primeros del invierno para lograr que al principio de la película aparecieran tomas sin nieve pero al final diera la imagen de rodarse en lo profundo del invierno. Walker ha dicho que quería lograr la sensación de que el clima se cerraba sobre la historia y congelaba el caso. Como resultado de esto, al cabo de los 26 días de filmación, las jornadas tenían tres horas y media menos de luz natural que al principio.

## Recepción
The Frozen Ground recibió críticas muy diversas, hasta inicios de julio de 2015 tenía una calificación del 60% en el sitio de reseñas “Rotten Tomatoes” con un promedio de calificación de 5.1/10. El consenso del sitio señala: «Aunque ateniéndose a las cifras parece escueto, The Frozen Ground representa una bienvenida al regreso de Nicolas Cage en una sólida interpretación.» Metacritic le asignaba por esas mismas fechas un puntaje promedio de 37 de 100 basados en 16 reseñas de los principales críticos, indicando: “reseñas generalmente desfavorables”.
Los telespectadores generaron reseñas más positivas. A fines de agosto de 2015 tenía una calificación de 4.6 estrellas de 5 en el sitio de video bajo demanda: Amazon Prime, basado en 4,065 reseñas. Los telespectadores de Netflix calificaron esta película con 3.8 de 5 estrellas, basadas en 1,152,400 reseñas.